# Andrzej Bemer

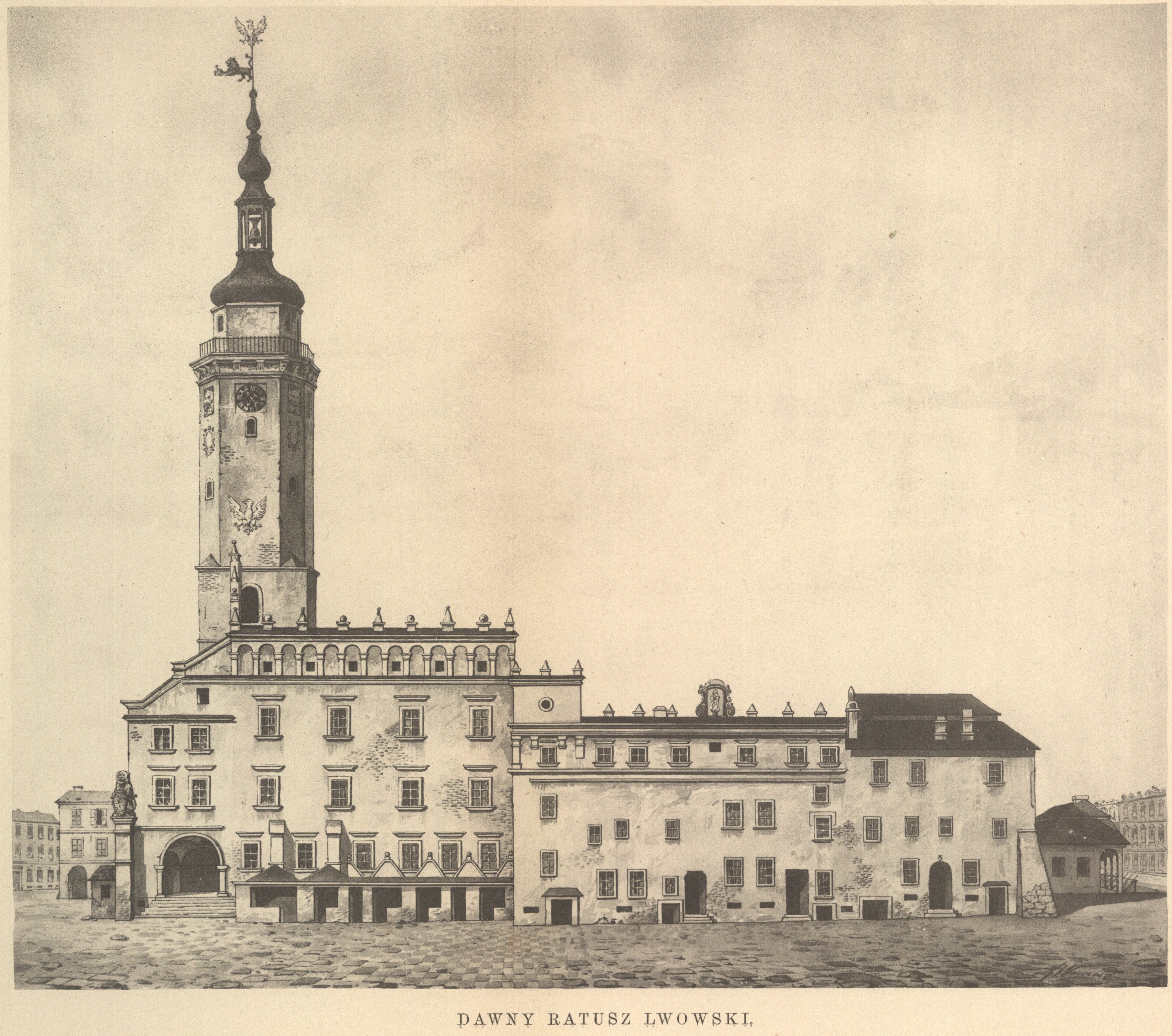
Dawny ratusz lwowski przed 1826, z wieżą autorstwa Andrzeja Bemera

Andreas Bemer (ur. ok. 1555 we Wrocławiu, zm. po 1626 we Lwowie) – lwowski architekt manierystyczny i rzeźbiarz pochodzenia niemieckiego.
Po raz pierwszy został ujęty w księgach lwowskiego cechu budowniczych w 1584, przy jego nazwisku dodano przydomek "Nierychły" (Nieskory, Powolny). Od 1584 do 1625 należał do grupy starszych cechu, w 1592 nabył prawa mieszczańskie tj. został uznany za pełnoprawnego obywatela miasta Lwów. Jego gwarantami byli Wojciech Kapinos i Jan Bloch, którzy potwierdzili jego metrykę podając, że jest synem Mateusza (Mathiasa) i Anny Bemerów z Wrocławia. W 1596 zamawiał alabaster z kamieniołomu Bydłowskiego w Czerniejowie, wynajmował tam plac, na którym rzeźbił. W 1619 razem z Wilhelmem Flegiem był rzeczoznawcą rozstrzygającym spór Olbrachta Ludzickiego z budowniczym lwowskim Jakubem Madlainą o prace wykonywane w Zbarażu. W 1621 zawarł umowę z wojewodą Mikołajem Kiszką o wybudowanie ołtarza w Iwiu w powiecie oszmiańskim. Jest autorem rzeźb znajdujących się w zbiorach lwowskich muzeów. Mieszkał w kamienicy przy ulicy Zarwańskiej 26 (obecnie Starojewrejska). Pracował na zlecenie patrycjuszy, władz miejskich i bogatych rodzin lwowskich.

## Twórczość
- Rzeźba lwa umieszczona na kolumnie przed ratuszem (tzw. Lew Lorencowicza) /1591/;
- Kartusz z herbem miasta umieszczony na murach miejskich /1608/;
- Wystrój rzeźbiarski kaplicy Boimów /1609-1615/;
- Przebudowa na zamówienie burmistrza Marcina Kampiana gotyckiej wieży ratusza, prace wykonywali Bernard Dickembosch, Dobromysł, Steszko i Dropokrust /1617-1619/;
- Wystrój rzeźbiarski kaplicy Kampianów /1619/;
- Udział w przebudowie kaplicy Szolc-Wolfowiczów;
- Prawdopodobnie nadzorował budowę wieży w klasztorze Bernardynów oraz wykonał rzeźby mnichów zdobiących fasadę świątyni.